# سدریک کاراسو
سدریک کاراسو (فرانسوی: Cédric Carrasso‎؛ زادهٔ ۱۰ مارس ۱۹۹۳) بازیکن فوتبال اهل فرانسه است که به عنوان دروازه‌بان برای گالاتاسرای بازی می‌کند.
وی همچنین سابقه ۱ بازی ملی برای تیم ملی فوتبال فرانسه را در کارنامه خود دارد. همچنین برای گنگام نیز بازی کرده است.